# Bogdanowo (Wągrowiec)
Pour les articles homonymes, voir Bogdanowo.
Bogdanowo (prononciation : [bɔɡdaˈnɔvɔ]) est un village polonais de la gmina de Gołańcz dans le powiat de Wągrowiec de la voïvodie de Grande-Pologne dans le centre-ouest de la Pologne.
Il se situe à environ 4 kilomètres au nord de Gołańcz (siège de la gmina), 25 kilomètres au nord-est de Wągrowiec (siège du powiat), et à 84 kilomètres au nord-est de Poznań (capitale de la Grande-Pologne).
Le village possède une population de 110 habitants.

## Histoire
De 1975 à 1998, le village faisait partie du territoire de la voïvodie de Piła.

Depuis 1999, Bogdanowo est situé dans la voïvodie de Grande-Pologne.